# Peace (sång)
Peace är en låt av den brittiska gruppen Depeche Mode. Det är gruppens fyrtiosjunde singel och den första från studioalbumet Sounds of the Universe. Singeln släpptes den 15 juni 2009 och nådde som bäst 57:e plats på den brittiska singellistan.
Musikvideon till "Peace" regisserades av Jonas & François och filmades i Rumänien. Den rumänska skådespelerskan Maria Dinulescu spelar huvudrollen.

## Utgåvor och låtförteckning
7": Mute / BONG 41
| Nr | Titel                   | Kompositör                                    | Längd |
| -- | ----------------------- | --------------------------------------------- | ----- |
| 1. | Peace (Single Version)  | Martin L. Gore                                | 3:36  |
| 2. | Come Back (Jónsi Remix) | Dave Gahan, Christian Eigner, Andrew Phillpot | 4:04  |

CD: Mute / CDBONG 41
| Nr | Titel                  | Kompositör     | Längd |
| -- | ---------------------- | -------------- | ----- |
| 1. | Peace (Single Version) | Martin L. Gore | 3:36  |
| 2. | Peace (SixToes Remix)  | Martin L. Gore | 5:14  |

CD: Mute / LCDBONG 41
Alla låtar är skrivna och komponerade av Martin L. Gore. 
| Nr | Titel                                                  | Längd |
| -- | ------------------------------------------------------ | ----- |
| 1. | Peace (Single Version)                                 | 3:36  |
| 2. | Peace (Hervé's 'Warehouse Frequencies' Remix)          | 5:10  |
| 3. | Peace (Sander Van Doorn Remix)                         | 8:02  |
| 4. | Peace (Japanese Popstars Remix)                        | 6:46  |
| 5. | Peace (Sid LeRock Remix)                               | 6:35  |
| 6. | Peace (Justus Köhncke Extended Disco Club Vocal Remix) | 6:24  |